# Мало-Абазинск
Мало́-Абази́нск (абаз. Къазма) — аул в Адыге-Хабльском районе Карачаево-Черкесской Республики. 
Входит в состав муниципального образования «Грушкинское сельское поселение».

## География
Аул расположен в юго-западной части западной зоны Адыге-Хабльского района, на левом берегу реки Малый Щеблонок. Находится в 38 км (по дороге) к западу от районного центра — Адыге-Хабль и в 55 км к северо-западу от города Черкесск.
Граничит с землями населённых пунктов: Тапанта на юге, Грушка на западе и Ново-Кувинск на востоке.
Населённый пункт расположен в предгорной лесостепной зоне республики. Рельеф местности представляет собой в основном холмистую местность с волнистыми равнинами. Средние высоты на территории аула составляют 603 метра над уровнем моря.
Почвенный покров отличается исключительным разнообразием. Развиты черноземы предкавказские и предгорные. В пойме рек пойменные луговые почвы.
Гидрографическая сеть в основном представлена рекой Малый Щеблонок и залегающими близко к поверхности земли грунтовыми водами.
Климат умеренно-теплый. Среднегодовая температура воздуха положительная и составляет около +9,0°С. Средняя температура июля +20,0°С, средняя температура января –4,0°С. Продолжительность вегетационного периода 210 дней. Среднегодовое количество осадков составляет около 700 мм в год. Основная их часть приходится на период с мая по июль. Зимой и весной часто господствуют восточные и северо-восточные ветры, которые достигают скорости 20-30 м/с.

## История
Населённый пункт был основан в 1921 году переселенцами из аула Инжич-Чукун и первоначально был назван Казьминским (абаз. Къазма).
В 1929 году аул Казьминский был переименован в Мало-Абазинку и включён в состав образованного Грушкинского сельсовета.
В 2006 году аул Мало-Абазинка переименован в Мало-Абазинский.

## Население
| 2002 | 2010 | 2021 |
| ---- | ---- | ---- |
| 488  | ↗564 | ↘553 |

Национальный состав
По данным Всероссийской переписи населения 2010 года:
| Народ   | Численность, чел. | Доля от всего населения, % |
| ------- | ----------------- | -------------------------- |
| абазины | 530               | 94,0 %                     |
| русские | 17                | 3,0 %                      |
| черкесы | 17                | 3,0 %                      |
| всего   | 564               | 100 %                      |

По данным Всероссийской переписи населения 2021 года:
| Народ               | Численность, чел. | Доля от всего населения, % |
| ------------------- | ----------------- | -------------------------- |
| абазины             | 496               | 89,69 %                    |
| черкесы             | 34                | 6,15 %                     |
| русские             | 13                | 2,35 %                     |
| другие / не указано | 10                | 1,81 %                     |
| всего               | 553               | 100,0 %                    |

## Инфраструктура
- Ветеринарный участок — ул. Комсомольская, 38.

## Улицы
| Абазинская      |
| Владимира Лоова |

| Комсомольская |
| Свободы       |

| Черкесская |